# José Tapia
José Tapia – kubański trener piłkarski, selekcjoner reprezentacji Kuby. 
José Tapia trenował reprezentację Kuby w latach 1930–1938. W 1934 roku Kuba uczestniczyła w eliminacjach do mistrzostw świata. W pierwszej rundzie eliminacyjnej wyeliminowała Haiti wygrywając w Port-au-Prince 3-1, 6-0 oraz remisując 1-1. W II rundzie eliminacji Kuba odpadła z Meksykiem przegrywając w mieście Meksyk 2-3, 0-5, 1-4. 
W 1938 roku Kuba zakwalifikowała się do mistrzostw świata. Był to awans bez gry gdyż pozostałe reprezentacje (Kolumbia, Kostaryka, Gujana Holenderska, Salwador, Meksyk i USA) wycofały się z eliminacji. Na mundialu we Francji Kuba sprawiła największą sensację I rundy eliminując Rumunię po remisie 3-3 i zwycięstwie w dodatkowym meczu 2-1. W ćwierćfinale Kuba przegrała 0-8 ze Szwecją i jest to jej najwyższa porażka w historii.